# Las tres viudas

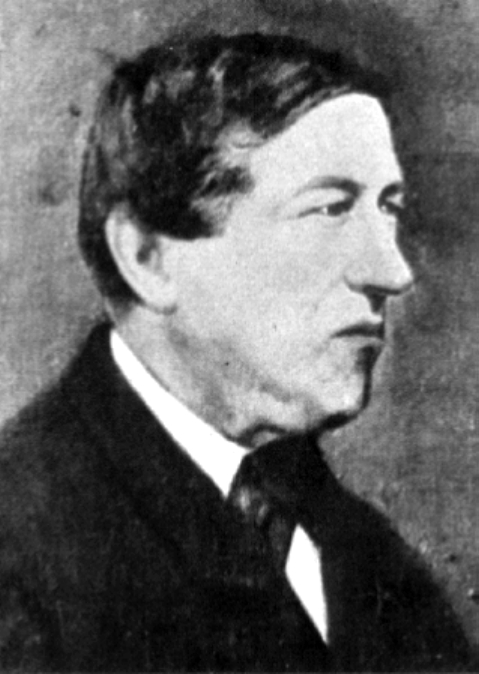
Manuel Ascencio Segura

Las tres viudas es una comedia en verso, del escritor peruano Manuel Ascencio Segura.  Según los críticos, es una de las comedias de mayor acierto del autor, junto con Ña Catita. Fue escrita en 1841, pero no fue sino hasta 1862 que, en colaboración con Ricardo Palma, fue puesta en escena. 

## Estructura y características
La obra, que es una comedia de enredos, está dividida en tres actos y escrita en verso. La mayoría de los versos son octosílabos, y la estrofa más característica y lograda es la redondilla. Mantiene un marcado lenguaje de la época, con la particularidad de que todo transcurre en el pequeño ambiente de una casa.

## Personajes
- Don Melitón, viejo octogenario y adinerado.
- Don Pablo Postas, un galán aventurero, enamorado de Micaela.
- Doña Martina, señora viuda, la madre de Micaela.
- Doña Micaela, “Miquita” para los conocidos, es una joven que recientemente había enviudado, hija de doña Martina.
- Doña Clara, viuda, amiga de doña Martina y doña Micaela.
- Juana, la muchacha de la casa.
- Un criado.

## Temas
Los enredos sentimentales que protagonizan tres viudas: doña Martina (madre), doña Micaela (hija) y doña Clara (amiga de ambas), y dos galanes: don Melitón (viejo octogenario) y don Pablo (aventurero sin escrúpulos).
Don Melitón pretende sucesivamente a Micaela y a Martina, pero al final decide renunciar a la idea del matrimonio, consciente de que ya está a un paso de la muerte.
Don Pablo es el novio de Micaela, pero al final se descubre que es un impostor que ya estaba casado, bajo nombre falso, con doña Clara, la viuda amiga de las anteriores, la misma que lo delata..
Finalmente, don Melitón adopta a Micaela como su única heredera, exigiendo a cambio únicamente la atención de ella y de su madre.

## Resumen

### Acto primero
Don Melitón es un anciano ya octogenario y con solvencia económica, que ofrece matrimonio a doña Micaela, joven viuda que vive con su madre, doña Martina. Micaela rechaza cortésmente a don Melitón, porque está enamorada de don Pablo, un galán que aparenta ser decente pero que en realidad es un pillo redomado, aunque por lo pronto sabe mantener las buenas apariencias. Don Melitón se resigna al rechazo de doña Micaela y entonces propone matrimonio a doña Martina, quien también es viuda. Ésta se muestra sorprendida, y prefiere no dar todavía una respuesta, pero la aparición de una tercera viuda, doña Clara, quien mira a don Melitón con ojos coquetos, hará entrar en celos a doña Martina.
A partir de entonces se suceden una serie de enredos. Sale de la casa doña Clara justo cuando entra don Pablo, el novio de Micaela. Doña Clara saluda cariñosamente a éste como “don Pedro”, lo cual origina la suspicacia de doña Micaela. Pablo trata de explicarle, diciendo que se llamaba “Pedro Pablo”, por lo que algunos lo llamaban Pedro y otros Pablo; y que conocía a Clarita pero que no había nada entre ellos dos, que por lo demás le parecía fea. Luego ingresa doña Martina, quien hace saber a su hija que aprueba su matrimonio con don Pablo, y que ella también se casaría, aunque sin decir por lo pronto con quien (aunque todos se imaginan que se refiere a don Melitón). Don Melitón aparece otra vez y doña Martina le presenta a don Pablo como el novio de su hija. Ambos, don Melitón y doña Martina, anuncian también que ya habían decidido casarse. De pronto, llega un criado trayendo una carta para don Melitón. Éste la lee para sí, pero se niega a enseñarla a doña Martina y se despide. Doña Martina vuelve a caer en celos y cree que la misiva la ha enviado doña Clarita.

### Acto segundo
Nuevamente se encuentran don Melitón y doña Martina, quien le insiste en saber quien le envió la carta, y que era lo que decía. Don Melitón se niega firmemente a darle detalles y se arma una tremenda discusión. A tal punto llega todo que don Melitón decide renunciar a casarse con doña Martina, aunque le promete su amistad y su herencia.
Doña Martina no se queda tranquila e insiste en averiguar sobre doña Clarita. Esta precisamente vuelve a aparecer en la casa. Doña Martina le pregunta si conoce a don Melitón, recibiendo una respuesta negativa. Sale doña Clara y nuevamente entra don Pablo. Este trata de cosechar a río revuelto y afirma haber visto entrar al viejo Melitón donde vivía doña Clara, y que, según su parecer, ambos tramaban algo. Don Pablo propone a las dos, madre e hija, unir fuerzas para vencer las argucias del viejo.

### Acto tercero
Doña Martina y su criada Juana salen de casa. Aparece otra vez don Melitón, que encuentra sola a doña Micaela. Aprovecha don Melitón para enseñarle la carta que recibiera, que estaba firmada por una tal María Campana, quien le pedía que fuera a visitarle a su casa para contarle un secreto sobre el novio de Micaela. Don Melitón dice haber ido a esa cita y que en ella se enteró de que el tal don Pablo no era sino un farsante que se hallaba ya comprometido con otra, precisamente con la misma María, la remitente de la carta. Don Melitón le hace saber a Micaela que estaba dispuesta a protegerla como a un padre y ella le agradece efusivamente, mientras que él le aprieta la mano con emoción.
De pronto entra don Pablo, quien se hace de aspavientos reprochando a doña Micaela el preferir a un viejo, traicionando a la vez a su madre. Don Melitón, furioso, le encara y le pone al descubierto su engaño. Pablo niega cínicamente la acusación y reta a don Melitón a batirse en duelo por el agravio que supuestamente recibía, pero entonces regresa doña Martina. Don Pablo le cuenta a ésta su versión de los hechos, y ya le creía doña Martina, cuando aparece doña Clara, quien confirma con documento en mano, que don Pablo se hacía llamar Pedro de Juanelo, y que estaba casado con una tal María Andica.
Don Pablo es puesto así al descubierto y recibe los insultos de todos. Pero aún quedaban más revelaciones: doña Clara  revela que la tal María Andica era nada menos que ella misma. La razón por la que ambos, don Pablo y doña Clara, habían cambiado de nombre al momento de casarse, era esta: doña Clara, que era viuda de un marino, quiso seguir cobrando su sustanciosa pensión de viudez (montepío), maniobra a la que se prestó don Pablo. Sin embargo, después del matrimonio, don Pablo continuó llevando su vida licenciosa, creyendo que doña Clara no lo denunciaría por temor a perder su pensión. La desvergüenza de don Pablo había sido pues el motivo por lo que doña Clara decidió ponerlo al descubierto, enviando a don Melitón la carta antedicha.
Descubierto, don Pablo se da a la fuga, y Micaela, que tan enamorada estaba, se siente engañada y dispuesta a contraer matrimonio con don Melitón; sin embargo, éste le dice que está comprometido con la “carroza” (la tumba) y que a Micaela la adoptaría para que fuera su única heredera, exigiendo a cambio únicamente la atención de ella y de su madre.
Se cierra el telón con la salida de don Melitón, acompañado de doña Clara, mientras las dos viudas (madre e hija) corren a abrazarse.

## Valoración
Esta comedia pertenece al periodo final del autor, donde éste luce un ingenio más reposado, con acercamientos psicológicos, desconocidos en sus obras anteriores.
«En esta obra, más que en otras, Segura revela todo su talento para representar el ingenio criollo, el chismorreo y los dichos y entredichos en cada uno de sus personajes. La comedia resalta sus cualidades de comediógrafo, denotando, con un tono festivo y al mismo tiempo punzante, una crítica contra las costumbres pueblerinas de Lima».

## Adaptación
Asimismo, la obra entró en vigencia nuevamente en el año 2015, cuando se produjo en el Teatro La Plaza, en Lima, una adaptación de la obra escrita y dirigida por Carlos Galiano. Esta nueva versión mantuvo el argumento original pero realizó una serie de intervenciones que le dieron mayor volumen a la obra, entre ellas haber contextualizado los acontecimientos el 28 de julio de 1921, día en que se celebraba el Centenario de la Independencia del Perú, y el desarrollo de los personajes de los criados en el rostro de una joven serrana y un muchacho afrodescendiente.